# Théodore Martin
Théodore Martin, född 30 april 1814 i Paris, död 16 april 1870 i Stockholm, var en fransk balettdansare och balettmästare för svenska Kungliga Baletten.

## Biografi
Martin var danselev vid Opéra de Paris år 1827 och utbildade sig i Frankrike. På rekommendation av balettmästaren August Bournonville övertog han rollen som balettmästare för Kungliga Baletten på Kungliga Operan i Stockholm 1862 efter Sigurd Harald Lund. Han blev kvar där till sin död 1870 och efterträddes av Theodore Marckl. Han komponerade flera baletter och operadivertissementer.
Han tilldelades Litteris et Artibus 1864.